# تشاك دارلنغ
تشاك دارلنغ (بالإنجليزية: Chuck Darling)‏ مواليد 20 مارس 1930 في دينيسون، هو لاعب كرة سلة أمريكي سابق وحمل الرقم 27. يبلغ طوله 6 قدم 8 بوصة (2.0 م).

## الميداليات
| الميدالية | المسابقة                       |
| --------- | ------------------------------ |
| ذهبية     | الألعاب الأولمبية الصيفية 1956 |

## روابط خارجية
- تشاك دارلنغ على موقع الاتحاد الدولي لكرة السلة (الإنجليزية)
- تشاك دارلنغ على موقع سبورتس رفرنس (الإنجليزية)
- تشاك دارلنغ على موقع كلية كرة السلة في سبورتس رفرنس.كوم (الإنجليزية)
- تشاك دارلنغ على موقع ريلجم (الإنجليزية)
- تشاك دارلنغ على موقع سبورتس رفرنس (الإنجليزية)
- تشاك دارلنغ على موقع أوليمبيديا (الإنجليزية)
- تشاك دارلنغ على موقع قاعة آيوا للمشاهير الرياضية (الإنجليزية)